# 圣格拉韦
圣格拉韦（法語：Saint-Gravé，法語發音：[sɛ̃ ɡʁave]）是法国莫尔比昂省的一个市镇，属于瓦讷区。

## 地理
圣格拉韦（47°43'33"N, 2°16'51"W）面积15.75 平方千米，位于法国布列塔尼大區莫尔比昂省，该省份为法国西北部沿海省份，位于布列塔尼半岛南部，北起阿摩尔滨海省、西接菲尼斯泰尔省，南濒大西洋，东南接大西洋卢瓦尔省，东临伊勒-维莱讷省。
与圣格拉韦接壤的市镇（或旧市镇、城区）包括：乌斯特河畔圣马丹、佩亚克、马朗萨克、普吕埃尔兰、圣孔加尔。

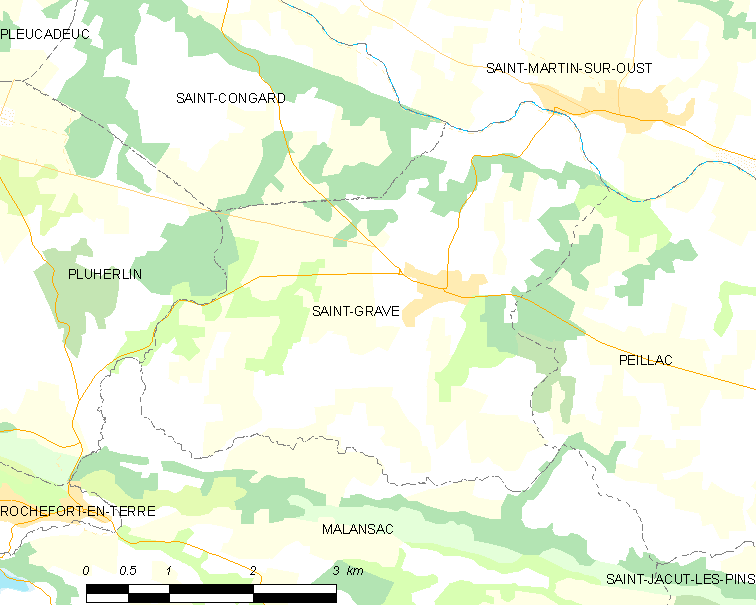
圣格拉韦的OSM定位图

圣格拉韦的时区为UTC+01:00、UTC+02:00（夏令时）。

## 行政
圣格拉韦的邮政编码为56220，INSEE市镇编码为56218。

## 政治
圣格拉韦所属的省级选区为凯斯唐贝尔县。

## 人口

1962-2008年间圣格拉韦人口变化图示

圣格拉韦于2022年1月1日时的人口数量为745人。